# لوید بریجز
لوید بریجز (انگلیسی: Lloyd Bridges; ۱۵ ژانویهٔ ۱۹۱۳ – ۱۰ مارس ۱۹۹۸) هنرپیشه اهل ایالات متحده آمریکا بود. وی بین سال‌های ۱۹۳۶ تا ۱۹۹۸ میلادی فعالیت می‌کرد. او پدر بازیگر معروف جف بریجز می‌باشد.
از فیلم‌هایی که وی در آن نقش داشته‌است، می‌توان به نیمروز، هواپیما!، زبر و زرنگ‌ها! قسمت دوم، گذرنامه برای سوئز، عزیزم، بچه را بزرگ کردم، منفجر شده، مافیا! و جو در برابر آتشفشان اشاره کرد.